# Lisa Sanders
Lisa Sanders, née le 24 juillet 1956, est un médecin, auteur de livres médicaux et journaliste américaine. 
Elle fait partie du Département de médecine interne de l'École de médecine de l'Université Yale, New Haven, Connecticut.
La médecin américaine écrit plusieurs chroniques intitulées Diagnosis pour The New York Times, depuis 2002. Ses articles ont été la source d'inspiration de la série télévisée Dr House, dans les années 2000. De ce fait, Lisa Sanders est devenue une des trois conseillers techniques de la série. 
En 2009, elle publie le livre Every Patient Tells a Story, dans lequel l'auteur raconte l'avis des patients sur leur diagnostic et leur négligence face aux tests à réaliser.